# Rio Iguaçu (vattendrag i Brasilien)
Rio Iguaçu är ett vattendrag i Brasilien.   Det ligger i delstaten Rio de Janeiro, i den sydöstra delen av landet, 900 km sydost om huvudstaden Brasília.